# 2012-es magyar atlétikai bajnokság
A 2012-es magyar atlétikai bajnokság a 117. magyar bajnokság volt. A férfi 1500 méteres síkfutás eredményét egy engedély nélküli rajthoz állás és a végső bajnoki sorrendet szabálytalanul befolyásoló versenyzés miatt a versenybíróság elnöke megsemmisítette.

## Helyszínek
- téli dobóbajnokság: március 3., Szombathely
- 50 km-es gyaloglás: március 24., Gyűgy
- 20 km-es gyaloglás: április 15., Békéscsaba
- 10 000 m: április 28., Pasarét, Vasas pálya
- többpróba: május 19-20., Veszprém
- pályabajnokság: június 16–17., Szekszárd
- félmaraton: szeptember 9., Budapest
- maraton: október 7., Budapest
- mezeifutás: november 24., Szentendre

## Eredmények

### Férfiak
| Versenyszám            | Arany                                                          | Arany      | Ezüst                                                                       | Ezüst                            | Bronz                                                                 | Bronz                            |
| ---------------------- | -------------------------------------------------------------- | ---------- | --------------------------------------------------------------------------- | -------------------------------- | --------------------------------------------------------------------- | -------------------------------- |
| 100 m                  | Szebeny Miklós Vasas                                           | 10,91      | Németh Roland MAC-Népstadion                                                | 10,96                            | Pauer Géza Budaörsi AC                                                | 10,97                            |
| 200 m                  | Kása Tibor Haladás VSE                                         | 21,17      | Pauer Géza Budaörsi AC                                                      | 21,50                            | Bartha Dávid AC Bonyhád                                               | 21,53                            |
| 400 m                  | Deák Nagy Marcell Gödöllői EAC                                 | 45,93      | Kása Tibor Haladás VSE                                                      | 47,12                            | Kovács Zoltán Gödöllői EAC                                            | 47,50                            |
| 800 m                  | Szemeti Péter Újpesti TE                                       | 1:48,96    | Kállay Dániel VEDAC                                                         | 1:50,55                          | Takács Dávid VEDAC                                                    | 1:51,25                          |
| 1500 m                 | Törölve                                                        | Törölve    | Törölve                                                                     | Törölve                          | Törölve                                                               | Törölve                          |
| 5000 m                 | Bene Barnabás Pécsi VSK                                        | 14:32,93   | Tábor Miklós Békéscsabai AC                                                 | 14:33,37                         | Józsa Gábor MAC-Népstadion                                            | 14:34,37                         |
| 10 000 m               | Tóth László Békéscsabai AC                                     | 30:51,17   | Kovács Ádám MVSI                                                            | 30:54,49                         | Józsa Gábor MAC-NS                                                    | 31:10,42                         |
| maraton                | Józsa Gábor MAC-NS                                             | 2:21:06    | Soós Dániel Bp. Honvéd                                                      | 2:24:54                          | Nagy Tamás Békéscsabai AC                                             | 2:25:43                          |
| 3000 m akadály         | Minczér Albert VEDAC                                           | 8:54,43    | Szalai Benjamin VEDAC                                                       | 8:59,51                          | Czindrity Attila SzoESE                                               | 9:24,40                          |
| 110 m gát              | Baji Balázs Békéscsabai AC                                     | 13,74      | Kiss Dániel Ikarus BSE                                                      | 13,78                            | Gönczöl Máté VEDAC                                                    | 14,51                            |
| 400 m gát              | Koroknai Tibor Debreceni SC-SI                                 | 51,60      | Koroknai Máté Debreceni SC-SI                                               | 52,84                            | Kővári Tamás Ikarus BSE                                               | 53,04                            |
| 4 × 100 m váltó        | Palágyi Gergely Szabó Róbert Papp Gábor Pauer Géza Budaörsi AC | 42,16      | Nagy Gergely Bartha László Nagy Gábor Gönczöl Máté VEDAC                    | 42,20                            | Karlik Ádám Kovács Zoltán Pozsgai Dániel Tölgyesi Botond Gödöllői EAC | 42,23                            |
| 4 × 400 m váltó        | Schmidt Kornél Takács Dávid Kállay Dániel Bartha László VEDAC  | 3:13,82    | Tarlukács Ádám Kovács Zoltán Tölgyesi Botond Deák Nagy Marcell Gödöllői EAC | 3:14,21                          | Móricz Bálint Kamarás Ákos Koszti Dániel Kása Tibor Haladás VSE       | 3:17,73                          |
| 20 km gyaloglás        | Helebrandt Máté Nyírsuli                                       | 1:30:41    | Srp Miklós Bp. Honvéd                                                       | 1:30:54                          | Nemes Viktor MVSI                                                     | 1:31:42                          |
| 50 km gyaloglás        | Tubak Róbert Szegedi VSE                                       | 4:24:55    | Koléner Tibor Békéscsabai AC                                                | 4:50:09                          | Balázs Sándor Bp. Honvéd                                              | 5:09,29                          |
| magasugrás             | Harsányi Olivér Debreceni SC-SI                                | 2,15 m     | Bakosi Péter Nyírsuli                                                       | 2,10 m                           | Gerencsér Ádám Tatabányai SC                                          | 2,05 m                           |
| rúdugrás               | Horváth Márton Bp. Honvéd                                      | 4,70 m     | Kecskés Levente Ikarus BSEFülöp Róbert KSI                                  | 4,60 m                           |                                                                       |                                  |
| távolugrás             | Virovecz István Haladás VSE                                    | 7,66 m     | Bánhidi Bence TFSE                                                          | 7,56 m                           | Szabó Márk Favorit AC                                                 | 7,49 m                           |
| hármasugrás            | Georgiou Stavros Bp. Honvéd                                    | 16,09 m    | Galambos Tibor Ferencvárosi TC                                              | 15,46 m                          | Pál Robin MVSI                                                        | 15,43 m                          |
| súlylökés              | Kürthy Lajos Mohácsi TE                                        | 19,95 m    | Páli Viktor VEDAC                                                           | 17,33 m                          | Varga Zsolt Pécsi VSK                                                 | 17,09 m                          |
| diszkoszvetés          | Kővágó Zoltán Szolnoki Honvéd                                  | 67,91 m    | Máté Gábor CSASE                                                            | 56,99 m                          | Seres András Maximus KSE                                              | 55,74 m                          |
| kalapácsvetés          | Pars Krisztián Dobó SE                                         | 80,28 m    | Németh Kristóf Dobó SE                                                      | 73,54 m                          | Hudi Ákos Haladás VSE                                                 | 71,92 m                          |
| gerelyhajítás          | Papp Bence Reménység Vác                                       | 75,66 m    | Török Krisztián Kecskeméti ARC                                              | 75,60 m                          | Magyari Zoltán Reménység Vác                                          | 71,84 m                          |
| tízpróba               | Szabó Attila BAC                                               | 7545       | Käfer Levente KSI                                                           | 6336                             | Schneiker Ádám TFSE                                                   | 5931                             |
| félmaraton             | Józsa Gábor MAC-Népstadion                                     | 1:06:36    | Soós Dániel Bp. Honvéd                                                      | 1:06:47                          | Koszár Zsolt SYN FIT SZTG                                             | 1:07:00                          |
| mezei futás            | Minczér Albert VEDAC                                           | 26:26      | Szabó Sándor Tatabánya SC                                                   | 26:43                            | Faldum Gábor Mogyi SE Baja                                            | 27:11                            |
| csapat mezei futás     | Minczér Albert Kállay Dániel Kis Áron VEDAC                    | 25         | Rezessy Gergely Molnár Ákos Jenkei Péter Vasas                              | 43                               | Horváth György Czindrity Attila Nagy Patrik SZoESE                    | 45                               |
| csapat félmaraton      | Kovács Tamás Ádók Roland Minczér Albert VEDAC                  | 3:27:55    | Soós Dániel Khoór Bence Rajnai Tamás Bp. Honvéd                             | 3:39:00                          | Fonyó Sándor Esső András Kállay Dániel VEDAC                          | 3:41:05                          |
| csapat maraton         | Soós Dániel Khoór Bence Steib Péter Bp. Honvéd                 | 7:31:31    | Ádók Roland Esső András Balassa Levente VEDAC                               | 7:48:01                          | Szabó Gábor Beda Szabolcs Pach Péter ELTE ADSK                        | 7:50:21                          |
| csapat 20 km gyaloglás | Srp Miklós Tokodi Dávid Balázs Sándor Bp. Honvéd               | 4:48:35    | Dániel Balázs Márkus Viktor Papp Dénes Hunyadi DSE                          | 5:14:32                          | Kósi Márk Venyercsán László Csaba István Bp. Honvéd                   | 5:30:13                          |
| csapat 50 km gyaloglás | Balázs Sándor Koltai Dávid Csaba István Bp. Honvéd             | (16:16:26) | Több értékelhető csapat nem volt                                            | Több értékelhető csapat nem volt | Több értékelhető csapat nem volt                                      | Több értékelhető csapat nem volt |

### Nők
| Versenyszám            | Arany                                                                  | Arany    | Ezüst                                                                       | Ezüst    | Bronz                                                                      | Bronz                |
| ---------------------- | ---------------------------------------------------------------------- | -------- | --------------------------------------------------------------------------- | -------- | -------------------------------------------------------------------------- | -------------------- |
| 100 m                  | Kaptur Éva Gödöllői EAC                                                | 11,71    | Guba Liliána Szolnoki VSI                                                   | 12,27    | Schmelcz Fanny Kecskeméti ARC                                              | 12,32                |
| 200 m                  | Kaptur Éva Gödöllői EAC                                                | 23,71    | Guba Liliána Szolnoki VSI                                                   | 24,48    | Répási Petra Csepeli DAC                                                   | 24,54                |
| 400 m                  | Kéri Bianka VEDAC                                                      | 53,42    | Petráhn Barbara Szekszárdi AK                                               | 54,67    | Kálmán Csenge Gödöllői EAC                                                 | 56,18                |
| 800 m                  | Bozzay Boglárka VEDAC                                                  | 2:06,13  | Kenesei Zsanett BEAC                                                        | 2:08,44  | Aradi Bernadett Debreceni SC-SI                                            | 2:09,54              |
| 1500 m                 | Papp Krisztina Újpesti TE                                              | 4:17,61  | Kenesei Zsanett BEAC                                                        | 4:21,49  | Bozzay Boglárka VEDAC                                                      | 4:24,61              |
| 5000 m                 | Szederkényi-Takács Andrea Vasas                                        | 17:14,44 | Czebei Réka Favorit AC                                                      | 17:29,09 | Kácser Zita Szolnoki MÁV                                                   | 17:35,88             |
| 10 000 m               | Papp Krisztina Újpesti TE                                              | 33:58,67 | Czebei Réka Favorit AC                                                      | 34:13,97 | Kácser Zita Szolnoki MÁV                                                   | 37:08,45             |
| maraton                | Merényi Tímea Bp. Honvéd                                               | 2:49:26  | Szederkényi-Takács Andrea Vasas                                             | 2:54:03  | Földingné Nagy Judit Futóbarátok                                           | 2:56:49              |
| 3000 m akadály         | Tóth Lívia VEDAC                                                       | 10:36,17 | Kácser Zita Szolnoki MÁV                                                    | 10:51,32 | Gyürkés Viktória Ikarus BSE                                                | 10:56,80             |
| 100 m gát              | Jancsurák Sophie Vasas                                                 | 14,08    | Krizsán Xénia Bp. Honvéd                                                    | 14,28    | Kerekes Gréta Debreceni SC                                                 | 14,46                |
| 400 m gát              | Zajovics Nóra Bercsényi DSE                                            | 1:00,43  | Dániel Fanni Kecskeméti ARC                                                 | 1:00,65  | Némethy Zsófia Zalaegerszegi AC                                            | 1:01,50              |
| 4 × 100 m váltó        | Vincze Dorina Kálmán Csenge Zircher Kitty Kaptur Éva Gödöllői EAC      | 47,07    | Zajovics Nóra Keller Dorottya Reizinger Fanni Szabó Krisztina Bercsényi DSE | 47,87    | Lesku Roberta Szarvas Dóra Kozák Luca Kerekes Gréta Debreceni SC-SI        | 48,21                |
| 4 × 400 m váltó        | Farsang Evelin Bozzay Boglárka Loránd Lilla Kéri Bianka Veszprémi EDAC | 3:44,03  | Szarvas Dóra Aradi Bernadett Lesku Roberta Sárkány Fanni Debreceni SC       | 3:51,26  | Reizinger Fanni Keller Dorottya Kószás Kriszta Zajovics Nóra Bercsényi DSE | 3:52,97              |
| 20 km gyaloglás        | Füsti Edina Tatabányai SC                                              | 1:34:07  | Torma Anett Bp. Honvéd                                                      | 1:44:53  | Gerendási Eszter BEAC                                                      | 1:47:39              |
| magasugrás             | Szabó Barbara Újpesti TE                                               | 1,86 m   | Bihari Patricia KSI                                                         | 1,80 m   | Babos Rita Alba Regia AK                                                   | 1,78 m               |
| rúdugrás               | Szabó Daniella Bp. Honvéd                                              | 4,00 m   | Szabó Diana Bp. Honvéd                                                      | 3,90 m   | Horváth Felicia Bp. Honvéd                                                 | 3,90 m               |
| távolugrás             | Krizsán Xénia Bp. Honvéd                                               | 6,03 m   | Ajkler Zita Vasas                                                           | 5,94 m   | Szabó Krisztina Bercsényi DSE                                              | 5,90 m               |
| hármasugrás            | Hoffer Krisztina Tatabányai SC                                         | 13,25 m  | Babos Rita Alba Regia AK                                                    | 13,17 m  | Vild Olívia Bp. Honvéd                                                     | 12,91 m              |
| súlylökés              | Márton Anita Békéscsabai AC                                            | 16,79 m  | Váradi Krisztina GANZAIR AC                                                 | 14,08 m  | Bácskay Zsófia Continent Company SE                                        | 13,42 m              |
| diszkoszvetés          | Márton Anita Békéscsabai AC                                            | 52,64 m  | Váradi Krisztina GANZAIR AC                                                 | 49,98 m  | Máté Katalin CSASE                                                         | 48,07 m              |
| kalapácsvetés          | Gergelics Cintia Dobó SE                                               | 64,83 m  | Ozorai Jenny Dobó SE                                                        | 63,62 m  | Gyurátz Réka Dobó SE                                                       | 62,03 m              |
| gerelyhajítás          | Juhász Vanda Ferencvárosi TC                                           | 59,31 m  | Nagy Xénia Debreceni SC-SI                                                  | 54,95 m  | Frajka Xénia Gödöllői EAC                                                  | 53,81 m              |
| hétpróba               | Krizsán Xénia Bp. Honvéd                                               | 5890     | Hortobágyi Anikó Békési DAC                                                 | 4577     | Kresz Magdolna Bp. Honvéd                                                  | 4469                 |
| félmaraton             | Papp Krisztina Újpesti TE                                              | 1:15:07  | Erdélyi Zsófia Újpesti TE                                                   | 1:19:16  | Szederkényi-Takács Andrea Vasas                                            | 1:19:32              |
| mezei futás            | Papp Krisztina Újpesti TE                                              | 21:42    | Czebei Réka Újpesti TE                                                      | 22:05    | Erdélyi Zsófia Újpesti TE                                                  | 22:18                |
| csapat félmaraton      | Szederkényi-Takács Andrea Pettkó-Szandtner Judit Móczó Zsanett Vasas   | 4:18:28  | Kovács Zsófia Badis Anissa Zsófia Tóth Melinda VEDAC                        | 4:20:35  | Merényi Timea Krisztina Fertály Zita Récsei Petra Bp. Honvéd               | 4:33:26              |
| csapat maraton         | Merényi Timea Krisztina Czibók Ágnes Hornyák Zita Bp. Honvéd           | 9:46:44  | Földingné Nagy Judit Gulyás Krisztina Csákány Krisztina Futóbarátok         | 10:10:03 | Nagy Mónika Lábodi Laura Forró Zsófia Kaposvári AC                         | 10:17:25             |
| csapat mezei futás     | Papp Krisztina Czebei Réka Erdélyi Zsófia Újpesti TE                   | 6        | Badis Anissa Zsófia Tóth Lívia Brassay Réka VEDAC                           | 24       | Kis Zsanett Perity Gabriella Lauf Kinga MAC-Népstadion                     | 28                   |
| csapat 20 km gyaloglás | Torma Anett Récsi Petra Kiss Eszter Bp. Honvéd                         | 5:31:26  | Troják Anett Medgyesi Nóra Muszka-Kalló Orsolya Hunyadi DSE                 | 6:43:50  | Több induló nem volt                                                       | Több induló nem volt |

## Téli dobóbajnokság
Férfiak
| Versenyszám   | Arany                         | Arany   | Ezüst                         | Ezüst   | Bronz                        | Bronz   |
| ------------- | ----------------------------- | ------- | ----------------------------- | ------- | ---------------------------- | ------- |
| diszkoszvetés | Seres András Maximus SE       | 58,00 m | Savanyú Péter Omega AC Tamási | 56,61 m | Huszák János Ferencvárosi TC | 54,21 m |
| kalapácsvetés | Pars Krisztián Dobó SE        | 75,98 m | Németh Kristóf Dobó SE        | 75,67 m | Hudi Ákos Egyesületen kívüli | 69,49 m |
| gerelyhajítás | Magyari Zoltán Váci Reménység | 70,22 m | Hernádi Gábor Bp. Honvéd      | 63,28 m | Gulyás Tamás Szolnoki MÁV    | 62,97 m |

Nők
| Versenyszám   | Arany                        | Arany   | Ezüst                       | Ezüst   | Bronz                   | Bronz   |
| ------------- | ---------------------------- | ------- | --------------------------- | ------- | ----------------------- | ------- |
| diszkoszvetés | Márton Anita Békéscsabai AC  | 53,85 m | Császár Katalin Haladás VSE | 49,11 m | Máté Katalin CSASE      | 47,13 m |
| kalapácsvetés | Gergelics Cinta Dobó SE      | 61,51 m | Fertig Fruzsina VEDAC       | 61,50 m | Völgyi Helga Dobó SE    | 58,40 m |
| gerelyhajítás | Juhász Vanda Ferencvárosi TC | 56,14 m | Ormay Anikó TFSE            | 50,06 m | Tóth Janka Szolnoki MÁV | 43,22 m |

## Magyar atlétikai csúcsok
- Ultrafutás-Férfi 6 órás futás 92,163 km Vcs. Muhari Gábor Veszprém 2012. 3. 31.